# Station Cousance
Station Cousance is een spoorwegstation in de Franse gemeente Cousance.
Het wordt bediend door treinen van het netwerk TER Bourgogne-Franche-Comté op het traject Besançon - Lons-le-Saunier.
De loketten zijn definitief gesloten. 